# 2. Pommersches Ulanen-Regiment Nr. 9
Das 2. Pommersche Ulanen-Regiment Nr. 9 war ein Kavallerieverband der Preußischen Armee. Wegen ihrer weißen Abzeichenfarbe wurden die Reiter auch Weiße Ulanen oder Weiß-Ulanen genannt.

## Geschichte

Parade in Demmin vor dem Chef des Regiments, Großherzog von Mecklenburg-Strelitz (um 1905)

Demminer Ulanen beim Ausritt vor der Stadt – vor 1890

Reitübungen der Offiziere in Demmin (um 1905)

Als Ergebnis der Reorganisation des Preußischen Heeres wurde durch Allerhöchste Kabinettsorder zum 7. Mai 1860 (Stiftungstag) die Aufstellung des kombinierten Ulanen-Regiments aus den 5. Eskadronen des Kürassier-Regiments Nr. 4 und Nr. 8 sowie des Ulanen-Regiments Nr. 7 und der 2. Eskadron des Ulanen-Regiments Nr. 5 bestimmt. Die Garnison befand sich zunächst in Anklam, Ueckermünde und Treptow an der Tollense. Am 4. Juli 1860 erhielt der Verband den Namen 2. Pommersches Ulanen-Regiment Nr. 9 und stand ab 1862 geschlossen in Demmin.
Die etatmäßige 5. Eskadron erhielt das Regiment erst 1867. Gemeinsam mit dem Kürassier-Regiment Nr. 2 bildete der Verband die 3. Kavallerie-Brigade in Stettin.
Erste Verwendung fand das Regiment während des Aufstandes in Russisch-Polen von 1863/64, als die Ulanen im Verband mit anderen preußischen Truppen zum Schutz der preußisch-russischen Grenze aufgeboten wurden.

### Deutsch-Dänischer Krieg
Im Deutsch-Dänischen Krieg 1864 wurden die Eskadronen zum Küstenschutz gegen Dänemark auf der Insel Rügen eingesetzt.

### Preußisch-Österreichischer Krieg
Als Divisionskavallerieregiment nahm es 1866 am Deutschen Krieg teil und rückte in Böhmen ein. Es war dem II. Armee-Korps zugeteilt. Dabei war es unter anderem an den Schlachten von Münchengrätz und Königgrätz beteiligt, hatte aber nur wenig Gefechtsberührung.

### Deutsch-Französischer Krieg

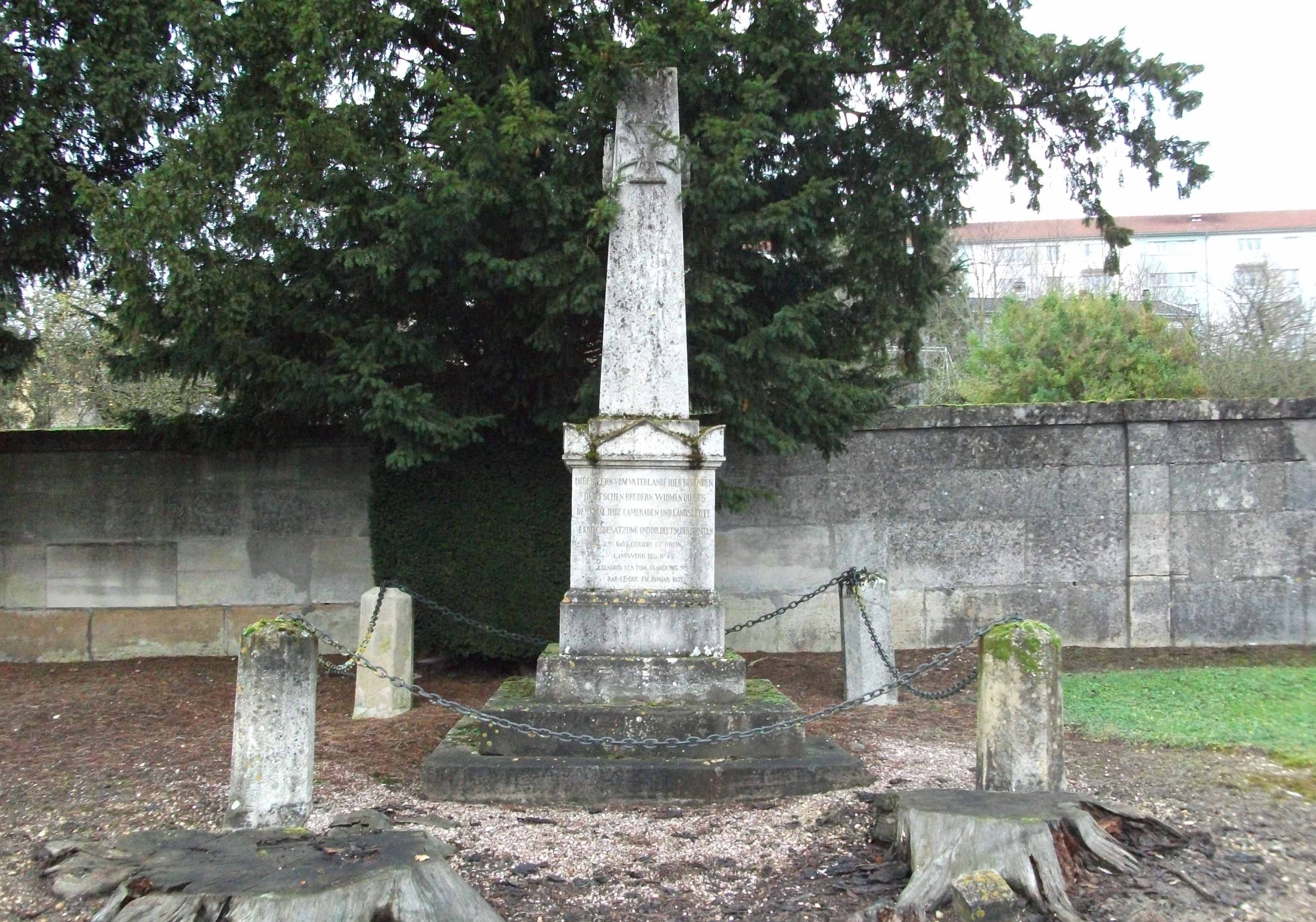
Kriegerdenkmal bei Bar-le-Duc aus dem Deutsch-Französischen Krieg 1870/1871

Im Krieg gegen Frankreich kämpften die Ulanen 1870/71 in Lothringen (Schlacht bei Gravelotte bzw. bei St. Privat) und nahmen mit Teilen an der Belagerung von Metz (19. August bis 27. Oktober), von Diedenhofen (24. August bis 19. November) und von Verdun (28. August bis 8. Oktober) teil. Nachdem Metz am 28. Oktober 1870 gefallen war, rückte das Regiment an die Loire ab. Am 20. Dezember 1870 ritt der Verband eine verlustreiche Attacke bei Monnaie. Das Regiment stand am 31. Dezember bei Danzé, am 6. Januar bei St. Armand, am 7. Januar bei Villechauve-Villeporcher, und am 8. Januar bei Villeporcher. Diese Orte liegen im Département Loir-et-Cher nördlich der Loire im Bereich Le Mans–Angers–Tours–Vendôme.
Als Teil der Besatzungstruppen verblieben die Ulanen nach dem Waffenstillstand zunächst in Frankreich, bis sie nach Beendigung dieser Aufgabe und dem Verlassen des Landes am 28. Juni 1871 wieder in Demmin eintrafen.

### Erster Weltkrieg
Nach der Mobilmachung im Juli 1914 rückte das Regiment in das neutrale Belgien ein und verblieb bis zum 5. September in der Bewegung. Von der Marne aus musste dann der Rückzug angetreten werden. Die Einheit nahm am Wettlauf zum Meer am rechten Flügel der 1. Armee teil, verblieb bis November 1914 in Nordfrankreich und wurde danach an die Ostfront mit der bis Februar 1915 andauernden Aufgabe des Grenzschutzes an der ostpreußischen Südgrenze verlegt. Anschließend gab es Kämpfe im Rahmen der Winterschlacht in Masuren sowie in Nordpolen. Im Juni 1916 folgte die Verlegung nach Wolhynien, wo Teile des Regiments erstmals als Infanteristen eingesetzt werden mussten. Wieder komplett beritten gemacht nahm das Regiment von Oktober 1916 bis Februar 1917 am Feldzug gegen Rumänien teil und war auch an der Einnahme von Bukarest am 6. Dezember 1916 beteiligt. Danach wurde es an den westlichen Kriegsschauplatz zurückverlegt, wo es im Grenzschutz- und Sicherungsdienst eingesetzt wurde. Im November 1917 mussten die Pferde abgegeben werden und die Ulanen wurden zu einem Kavallerie-Schützen-Kommando im Verband der 6. Kavallerie-Schützen-Division umgebildet. Nach der infanteristischen Ausbildung folgte vom 30. Juni 1918 bis zum Kriegsende der Einsatz in den großen Abwehrschlachten im Westen.

### Verbleib
Nach dem Waffenstillstand von Compiègne trafen die Reste des Regiments am 19. November in Demmin ein und wurden Ende Dezember demobilisiert. Im Laufe des Sommers 1919 stellte man dann noch eine freiwillige Ulanen-Eskadron zusammen, die im Grenzschutz gegen Polen eingesetzt wurde. Die Tradition übernahm in der Reichswehr die 6. Eskadron des 6. (Preußischen) Reiter-Regiments in Demmin. Auch diese Reiter waren Lanzenträger.

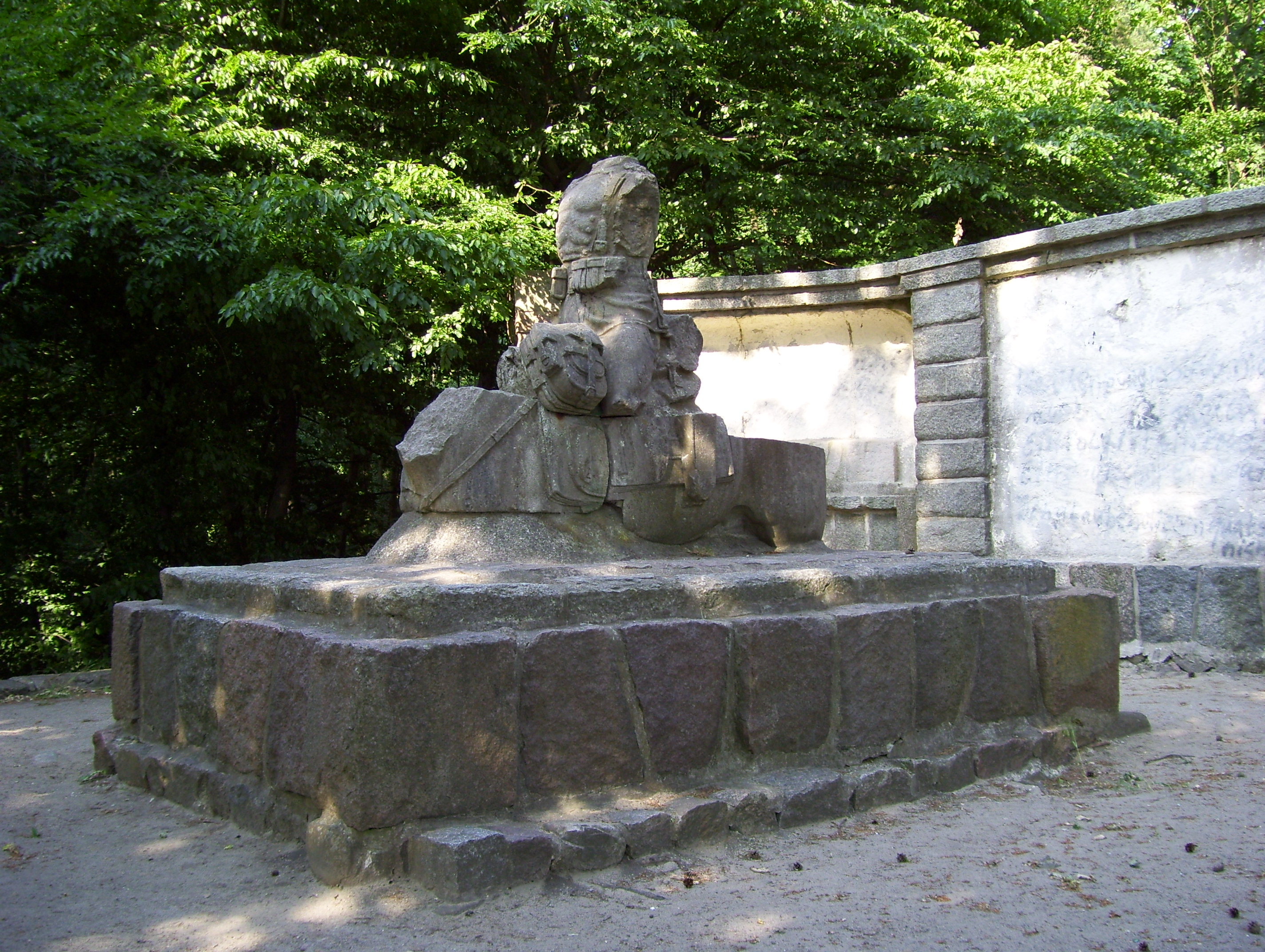
Wiederaufgestelltes Rudiment des Lanzenreiters – ein zerstörtes Teil des Demminer Ulanendenkmals

Das Ehrenmal für die Gefallenen des Regiments – kurz Ulanendenkmal genannt – wurde 1924 und 1925 in Demmin errichtet. Es wurde von den Veteranen des Bundes vaterlandstreuer 9. Ulanen durch Spenden finanziert. Von 1921 bis 1928 gab derselbe Bund eine Zeitschrift namens Die Demminer Ulanen heraus. Sie erschien in geringer Auflage, weil sie nur für die ehemaligen Demminer Ulanen und weitere Bundesmitglieder gedruckt wurde. Insgesamt gab es 29 verschiedene Ausgaben; jede Ausgabe hatte 20 bis 26 Seiten.

## Regimentschef
Erster Regimentschef war vom 17. März 1863 bis zum 30. Mai 1904 Großherzog Friedrich Wilhelm II. Nach dessen Tod ernannte Wilhelm II. am 2. Juni 1904 den Großherzog von Mecklenburg-Strelitz Adolph Friedrich V. zum Nachfolger in dieser Stellung.

## Kommandeure

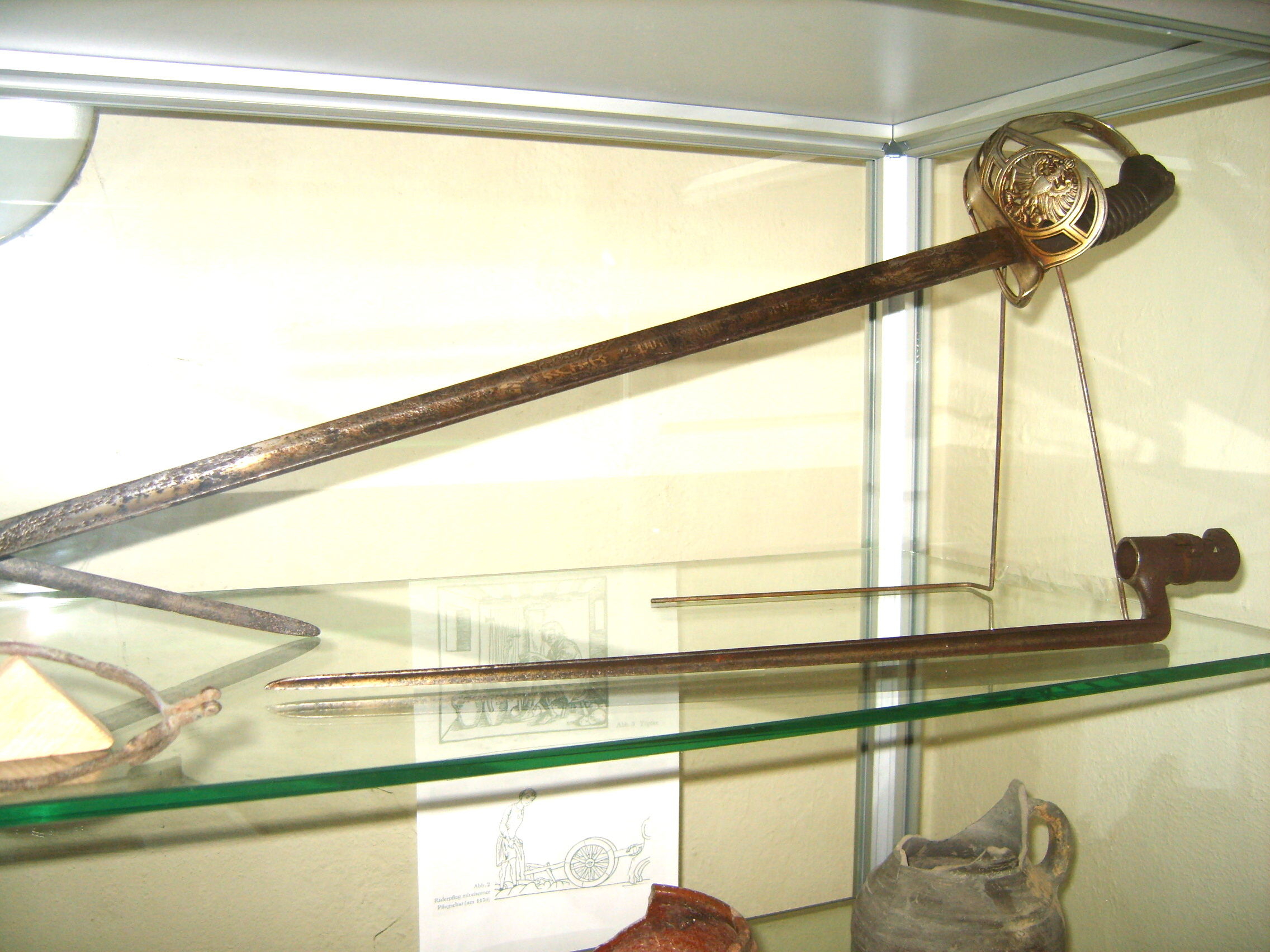
Demminer Ulanendegen

| Dienstgrad                  | Name                        | Datum                                                     |
| --------------------------- | --------------------------- | --------------------------------------------------------- |
| Major                       | Friedrich Ficker            | 12. Mai 1860 bis 7. Mai 1862                              |
| Major/Oberstleutnant/Oberst | Otto von Diepenbrock        | 15. Mai 1862 bis 14. Januar 1868                          |
| Major                       | Georg Demetrius von Kleist  | 13. Januar bis 21. März 1868 (mit der Führung beauftragt) |
| Oberstleutnant/Oberst       | Georg Demetrius von Kleist  | 22. März 1868 bis 13. März 1874                           |
| Oberstleutnant/Oberst       | Otto von Garnier            | 28. Mai 1874 bis 16. November 1882                        |
| Oberstleutnant/Oberst       | Richard von Strombeck       | 16. November 1882 bis 21. März 1888                       |
| Oberstleutnant              | Kurt von Nickisch-Rosenegk  | 22. März 1888 bis 12. Dezember 1889                       |
| Oberstleutnant/Oberst       | Bernhard von Bärensprung    | 13. Dezember 1889 bis 14. November 1894                   |
| Oberstleutnant/Oberst       | Maximilian von Wrochem      | 15. November 1894 bis 9. September 1898                   |
| Oberstleutnant/Oberst       | Matthias von Köller         | 10. September 1898 bis 13. November 1903                  |
| Oberstleutnant/Oberst       | Victor von Oertzen          | 14. November 1903 bis 18. Juni 1909                       |
| Oberst                      | Gerhard von Glasenapp       | 19. Juni 1909 bis 19. Februar 1912                        |
| Major/Oberstleutnant        | Richard von Schmettow       | 20. April 1912 bis 18. August 1915                        |
| Oberstleutnant              | Karl von Borcke             | 20. August 1915 bis Mai 1918                              |
| Major                       | Alexander von dem Knesebeck | 0 Mai bis 30. Dezember 1918                               |

## Uniform
Das Regiment trug eine Ulanka aus dunkelblauem Tuch mit polnischen Aufschlägen. Die Abzeichenfarbe auf Aufschlägen, Kragen, Paraderabatten, Tschapkarabatten, Epaulettenfeldern und Passanten war weiß. Tschapkabeschläge und Knöpfe aus Tombak (gelb). Zur Parade wurde ein weißer Rosshaarbusch aufgesteckt.
Bereits mit A.K.O. vom 14. Februar 1907 befohlen und ab 1909/1910 schrittweise eingeführt, wurde anlässlich des Kaisermanövers 1913 die bunte Uniform erstmals durch die feldgraue Felddienstuniform (M 1910) ersetzt. Diese glich vollkommen der Friedensuniform. Das Lederzeug und die Stiefel waren naturbraun, die Tschapka wurde durch einen schilffarbig genannten Stoffüberzug bedeckt. Das Bandelier und die Kartusche wurden zu dieser Uniform nicht mehr angelegt.

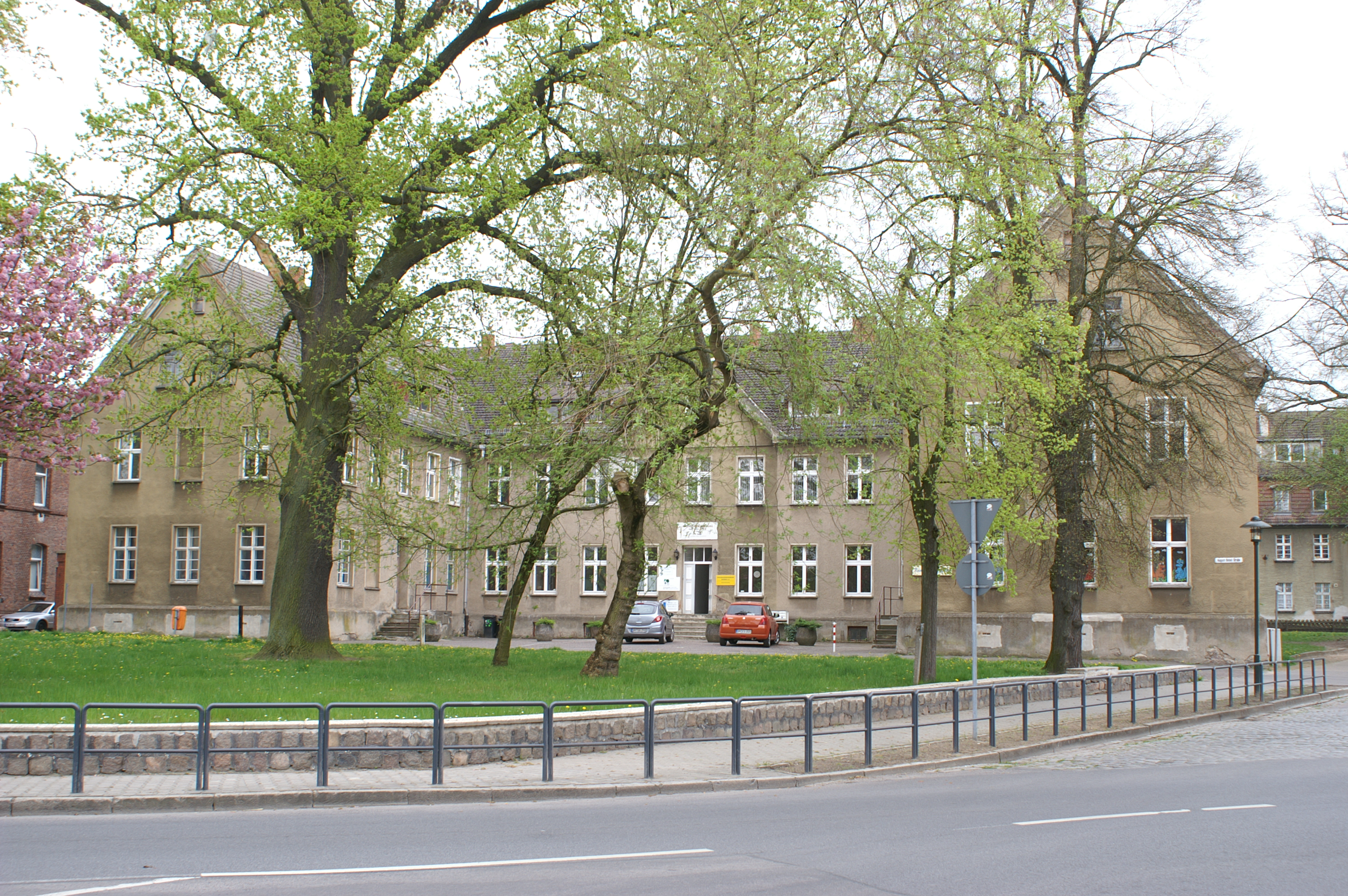
Ostkaserne Demmin, Westseite 2008

## Kasernen
Als Regimentsstandorte dienten zwei Kasernenkomplexe in der Stadt Demmin, die Ost- und die Westkaserne Demmin. Letzte größere Baumaßnahmen, hier der Neubau für die Mannschaften einer Eskadron, sind 1877 im Deutschen Reichstag beschlossen worden.